# Rosoy, Oise

Rosoy este o comună în departamentul Oise, Franța. În 1 ianuarie 2022 avea o populație de 622 de locuitori.